# Thomas K. Kuhn
Thomas Konrad Kuhn (* 1963 in Köln) ist ein deutscher Theologe und Professor für Kirchengeschichte.

## Leben
Thomas K. Kuhn wuchs in Bergisch Gladbach au. Er studierte 1982–1989 Theologie und Philosophie  an den Universitäten von Bonn, Marburg, Wuppertal und Basel. 1989–1993 war er wissenschaftlicher Assistent am Lehrstuhl für Neuere Kirchengeschichte und Dogmengeschichte (Ulrich Gäbler) an der Universität Basel. 1995 promovierte er mit einer Dissertation über Alois Emanuel Biedermann, für die er 1996 den Philipp-Matthäus-Hahn-Preis erhielt. 1995–2000 wirkte er als Oberassistent und Lehrbeauftragter für Theologiegeschichte an der Theologischen Fakultät der Universität Basel. 2001 habilitierte er sich und wurde Assistenzprofessor für Kirchen- und Theologiegeschichte an der Universität Basel. Nach verschiedenen Stellvertretungen und Lehraufträgen an deutschen und schweizerischen Universitäten wurde er 2009 Professor für Ethik an der Evangelischen Fachhochschule Rheinland-Westfalen-Lippe in Bochum am Fachbereich Soziale Arbeit. Seit 2010 ist er Professor für Kirchengeschichte an der Universität Greifswald.
Thomas K. Kuhns Forschungsschwerpunkte sind die Diakoniegeschichte, Pietismus und Aufklärung, Religion und Gesellschaft in der Neuzeit, die Kirchen- und Theologiegeschichte der Neuzeit und der neuesten Zeit sowie die Kirchen- und Theologiegeschichte der Schweiz. Er verfasste auch zahlreiche Artikel für das Biographisch-Bibliographische Kirchenlexikon (BBKL) und das Historische Lexikon der Schweiz.